# Жарр, Морис
Морис Жарр (фр. Maurice Jarre; 13 сентября 1924[…], 5-й округ Лиона[…] — 28 марта 2009[…], Малибу, Калифорния) — французский композитор, лауреат трёх премий «Оскар» (1963, 1966 и 1985), премии «Грэмми» (1967) и четырёх премий «Золотой глобус» (1966, 1985, 1989 и 1996) за музыку к фильмам.

## Биография
Родился 13 сентября 1924 года в Лионе, Франция. Сначала учился на инженера-электрика в Лионском университете, однако позже поступил в Парижскую консерваторию, где занимался по классу ударных инструментов и композиции. Среди его преподавателей был композитор Артур Онеггер. В 1946 году дебютировал как исполнитель в театральной компании Жана-Луи Барро, играя в нестандартном дуэте с Пьером Булезом (фортепиано и волны Мартено).
В начале пятидесятых работал музыкальным директором Национального Народного театра в Париже, с которым в 1950-х годах был на гастролях в Москве.
Автор музыки к фильмам режиссёра Дэвида Лина: «Лоуренс Аравийский» (1962), «Доктор Живаго» (1965) и «Поездка в Индию» (1984). За музыку к этим фильмам Жарр получил три премии «Оскар». При работе над «Доктором Живаго» старался имитировать звучание оркестра русских народных инструментов, набрав в Сан-Франциско исполнителей среди русских эмигрантов. Жарр также является автором музыки к фильмам «Ночь генералов» (1967), «Общество мёртвых поэтов» (1989) и «Привидение» (1990) (его музыка по мотивам знаменитого хита Unchained Melody звучит в финальной сцене фильма).
Жарр написал музыку к более чем 150 кинокартинам и сотрудничал с такими режиссёрами, как Альфред Хичкок, Лукино Висконти, Джон Хьюстон, Джон Франкенхаймер, Карел Рейш, Питер Уир. Писал музыку и к телепроектам («Иисус из Назарета» режиссёра Франко Дзеффирелли).
Автор пяти балетов, самый известный из которых, «Собор Парижской Богоматери», был поставлен в Парижской опере в 1965 году (балетмейстер Ролан Пети, сценография Рене Аллио, костюмы Ива Сен-Лорана). Позднее этот балет входил в репертуар Ленинградского театра оперы и балета им. Кирова (1978) и Большого театра (2003).
С 1980-х годов стал много внимания уделять электронной музыке. Среди таких его произведений саундтреки к фильмам «Роковое влечение» (1987), «Год опасной жизни» (1983) и «Нет выхода» (1987). Близка по стилю его электронная и акустическая музыка к фильмам «Берег москитов» (1986), «Гориллы в тумане» (1988), «Общество мёртвых поэтов» (1989) и «Лестница Иакова» (1990).
Умер 28 марта 2009 года в Лос-Анджелесе (США).

## Семья
Морис Жарр — отец двоих сыновей и дочери от разных браков. Его старший сын, Жан-Мишель Жарр — музыкант и пионер электронной музыки; по его словам, идею о сочетании музыки и визуальных эффектов он почерпнул из экспериментов, проводимых отцом и его друзьями в конце 1950-х годов. Младший сын, Кевин Жарр, стал сценаристом.
Всего был женат четыре раза:
- в 1940-х годах, после Второй мировой войны, его супругой была Франситт Пежо (Francette Pejot), мать Жан-Мишеля Жарра (род. 1948).
- в 1965—1967 годах его женой была французская актриса Дани Саваль, мать дочери Жарра Стефани (род. 1965).
- в 1967—1984 годах Жарр был женат на американской актрисе Лоре Девон, в этом браке он усыновил ребёнка Лоры, Кевина.
- в 1984 году Жарр женился на Фонг Ф. Конг (Fong F. Khong). Именно она по завещанию Жарра унаследовала всё его имущество, включая авторские права, попытки детей Жарра — Жана-Мишеля и Стефани — получить наследство во французских судах закончились неудачей[8].

## Награды
- Оскар (1963 — «Лоуренс Аравийский», 1966 — «Доктор Живаго» и 1985 — «Поездка в Индию», всего 9 номинаций)
- Премия британской киноакадемии в номинации Best Original Music Score (1990, за фильм «Общество мёртвых поэтов»)
- Золотой глобус в номинации Best Original Score (1966 — «Доктор Живаго», 1985 — «Поездка в Индию», 1989 — «Гориллы в тумане» и 1996 — «Прогулка в облаках», всего 11 номинаций)
- премия Грэмми (1967 — «Доктор Живаго», всего 5 номинаций: 1964 — «Лоуренс Аравийский», 1986 — «Поездка в Индию» и «Свидетель», 1972 — «Дочь Райана», 1989 — «Роковое влечение»)